# Fitness Club
Fitness Club – polski serial obyczajowo-komediowy w reżyserii Pawła Karpińskiego, ze scenariuszem Wojciecha Niżyńskiego (twórców serialu W labiryncie), emitowany w TVP2 od 9 września 1995 do 9 marca 1996 w soboty ok. godz. 15:30.

## O serialu
Akcja serialu umieszczona jest w osiedlowym klubie fitness „Ewa”, prowadzonym na warszawskim Ursynowie przez Ewę Góralczyk, byłą sportsmenkę. W klubie prowadzone są zajęcia z aerobiku i podobnych dyscyplin, jest także sauna, gabinet masażu, siłownia i gabinet kosmetyczny. Znajduje się w nim także miejsce, gdzie można wypić kawę. Z czasem w klubie zaczyna działać też wypożyczalnia kaset wideo.
Oprócz wątku związanego z samym klubem poznajemy też codzienne sprawy osób w nim pracujących i odwiedzających go, takie jak wychowywanie dzieci, romanse czy sprawy zawodowe.
Serial spotkał się z różnym odbiorem. Niektórzy zarzucali mu płytkość fabuły. Inni cenili humor, w jakim ukazano polskie realia small biznesu oraz sympatycznych bohaterów, z którymi nietrudno się utożsamić. Dużym plusem była obsada, do której wybrano popularnych wówczas aktorów.
Piosenkę z serialu pt. Gorąca krew wykonał zespół Trubadurzy.

## Główni bohaterowie
- Ewa Góralczyk (Adrianna Biedrzyńska) – właścicielka klubu „Ewa”, była sportsmenka (uprawiała gimnastykę artystyczną), ma ambicje, by jej fitness club był na europejskim poziomie; ma duży temperament; chciałaby urodzić dziecko; ma problemy finansowe i z administracją osiedla.
- Janusz Góralczyk (Wiktor Zborowski) – nauczyciel matematyki, kurator Lidki, niezbyt zaradny człowiek; bardzo kocha swoją żonę; sceptycznie podchodzi do jej biznesu, ale stara się ją wspierać; ma córkę Maryjkę (Małgorzata Kożuchowska) z pierwszego małżeństwa.
- Lidka (Jowita Budnik, wtedy jeszcze J. Miondlikowska) – młoda dziewczyna z przeszłością, ma matkę alkoholiczkę, a z nią liczne problemy; miała problemy z narkotykami, udało jej się wyjść z nałogu; jest zakochana w Rysiu; ciągle coś tłucze.
- Ryszard Magura (Emilian Kamiński) – klubowy masażysta, były bokser, podrywacz; ceni sobie wolność i niezależność.
- Grażyna (Magdalena Zawadzka) – kosmetyczka, rozwiedziona, wychowuje dwóch dorastających synów, Rafała (Adam Probosz) i Roberta; uważa, że jej były mąż (Damian Damięcki) zaniedbuje ją i synów.
- Agata Książek (Maria Pakulnis) – urzędniczka Mazowieckiego Banku Inwestycyjnego, rozwiedziona, samotnie wychowuje nastoletnią córkę Weronikę (Magdalena Stużyńska), z którą nie bardzo potrafi się dogadać; bywa bardzo zasadnicza, wręcz chłodna; przyjaciółka Mai i Uli.
- Maja Weber (Dorota Kamińska) – architekt wnętrz, kobieta zdecydowana, przebojowa, wdaje się w liczne romanse; bywa złośliwa i uszczypliwa; przyjaciółka Uli i Agaty.
- Ula Lipowicz (Maria Winiarska) – kiedyś pracowała w banku, obecnie typowa kura domowa, przyjaciółka Mai i Agaty, zajmuje się domem i czwórką dzieci, jej mąż robi karierę w ministerstwie; wizyty w fitness clubie są chyba jej jedyną rozrywką; nieporadna.
- Jan Malarz (Krzysztof Wakuliński) – człowiek imający się rozmaitych zajęć, akwizytor, odwiedza klub, proponując różne produkty i usługi (diler).
- Leszek Stachurski (Jerzy Zelnik) – rehabilitant zastępujący masażystę Rysia w fitness clubie; trzeźwy alkoholik; dawna miłość Agaty.

## Obsada
W kolejności alfabetycznej.

### Główne role
- Adrianna Biedrzyńska – Ewa Góralczyk, właścicielka fitness clubu „Ewa”
- Jowita Budnik (jako J. Miondlikowska) – Lidka
- Dorota Kamińska – Maja Weber, architekt wnętrz, klientka fitness clubu
- Emilian Kamiński – Ryszard Magura, masażysta
- Maria Pakulnis – Agata Książek, pracownica banku, klientka fitness clubu
- Krzysztof Wakuliński – Jan Malarz, diler, akwizytor
- Maria Winiarska – Ula Lipowicz, gospodyni domowa, klientka fitness clubu
- Magdalena Zawadzka – Grażynka, kosmetyczka
- Wiktor Zborowski – Janusz Góralczyk, mąż Ewy
- Jerzy Zelnik – Leszek Stachurski, rehabilitant zastępujący masażystę Rysia w fitness clubie; dawna miłość Agaty

### Dalsza obsada
- Damian Damięcki – Andrzej, były mąż Grażyny
- Paweł Deląg – Jacek, „chłopak” Mai
- Ryszard Dreger – pracownik administracji osiedla
- Marek Frąckowiak – Zygmunt Buła, policjant
- Anna Gornostaj – klientka z Anina, adoratorka masażysty Rysia
- Andrzej Grabarczyk – Stanisław Murasz, kierownik administracji osiedla
- Krystyna Kołodziejczyk – pani Irena, pacjentka Leszka Stachurskiego
- Małgorzata Kożuchowska – Maryjka, córka Janusza Góralczyka
- Izabela Kuna – klientka klubu „ze zniszczoną cerą”
- Jan Machulski – Adam Skoczyński, pacjent Leszka Stachurskiego
- Agnieszka Mirowska-Tomaszewska – Klientka Rysia
- Leon Niemczyk – Troch, współwłaściciel telewizji osiedlowej „Trotel”
- Edyta Olszówka – Aśka, uczennica Janusza podająca się za jego kochankę
- Adam Probosz – Rafał, syn kosmetyczki Grażyny, uczeń Janusza Góralczyka
- Magdalena Stużyńska – Weronika, córka Agaty
- Marcin Troński – dziennikarz telewizji osiedlowej „Trotel”
- Zdzisław Wardejn – Arkadiusz Baziak, właściciel pizzerii „Sycylia”
- Grzegorz Wons – Wojtek, brat Ewy
- Sylwia Wysocka – Sylwia, klientka fitness clubu, przyjaciółka Ewy
- Barbara Zielińska – Wiesia, siostra Ewy

### Role epizodyczne
- Justyna Adamczyk
- Patryk Andres
- D. Barszcz
- Zofia Bielczyk
- E. Furman
- Grzegorz Gadziomski – listonosz (nie występuje w czołówce)
- Agata Gawrońska
- E. Huzik
- Małgorzata Kaczmarska
- Paweł Karpiński – Jacek, operator telewizji osiedlowej „Trotel”
- Grzegorz Klein
- Agnieszka Kotlarska
- Beata Kuroczycka
- A. Łukawska
- O. Mroczek
- Czesław Nogacki – członek „drużyny bejsbolowej z Pruszkowa”
- M. Osiecka
- Renata Pękul – dziennikarka telewizji osiedlowej „Trotel”
- Danuta Poreda
- Maria Reif – klientka fitness clubu
- M. Rogowska
- Zdzisław Rychter – członek „drużyny bejsbolowej z Pruszkowa”
- Anna Samusionek – klientka fitness clubu
- Maciej Syta
- Małgorzata Tobiasz
- A. Trawińska